# Liste d'accidents de métro
Cette liste des accidents de métro est une compilation non exhaustive d'accidents de métro.

## Accidents les plus meurtriers
| no | Date              | Réseau            | Morts | Article      |
| -- | ----------------- | ----------------- | ----- | ------------ |
| 1  | 1er novembre 1918 | Métro de New York | 93    | Article (en) |
| 2  | 10 août 1903      | Métro de Paris    | 84    | Article      |
| 4  | 28 février 1975   | Métro de Londres  | 43    | Article      |
| 5  | 3 juillet 2006    | Métro de Valence  | 43    | Article      |
| 6  | 20 octobre 1975   | Métro de Mexico   | 31    | Article      |
| 7  | 18 novembre 1987  | Métro de Londres  | 31    | Article      |
| 8  | 3 mai 2021        | Métro de Mexico   | 25    | Article      |
| 9  | 15 juillet 2014   | Métro de Moscou   | 24    | Article      |
| 10 | 24 août 1928      | Métro de New York | 18    | Article (en) |
| 11 | 11 septembre 1905 | Métro de New York | 13    | Article (en) |

## Liste chronologique des accidents

### XIXesiècle
- le 23 décembre 1895 à Chicago : le conducteur de la Metropolitan West Side Elevated s'endormit et laissa sa rame continuer au-delà du terminus aérien de la 48th Avenue pour s'écraser sur le sol. Il n'y eut aucun mort.

### XXesiècle

#### Entre 1901 et 1950
- le 10 août 1903 à Paris, la « catastrophe du métropolitain » : l'incendie à la suite d'un problème électrique sur la motrice, d'une rame en bois, vide de voyageurs, sur la ligne 2 Nord (actuelle ligne 2) entre les stations Couronnes et Ménilmontant fait 84 morts : 77 à la station Couronnes et 7 à la station Ménilmontant, asphyxiés par les fumées et la chaleur. C'est le plus grave accident qu'a connu le métro parisien.

- le 26 septembre 1908 à Berlin : deux rames entrent en collision près de la station Gleisdreieck, et une partie d'une des rames tombe du viaduc sur lequel elle se trouvait. 18 personnes trouvent la mort dans l'accident[1]
- New York (États-Unis), 1er novembre 1918, 93 morts : sur la ligne du métro aérien de Brighton Beach (métro de New York), un des conducteurs rapidement formés pour remplacer le personnel en grève aborde à une vitesse excessive le tunnel en courbe creusé sous la rue Malbone pour permettre d'accéder provisoirement à la station Prospect Park durant son réaménagement. Deux remorques à caisse en bois sont écrasées contre les parois.
- le 23 avril 1930 à Paris : une collision à Porte de Versailles fait 2 morts.
- le 3 mars 1943 à Londres, à la station de Bethnal Green, pas encore ouverte, est utilisée, comme beaucoup d'autres, comme refuge anti-aérien. Une file de personnes se forme à l'entrée de la station, attendant l'admission. Une jeune femme avec un bébé perd son appui et tombe de l'escalier : dans la panique qui suit, il y a une bousculade. 173 personnes sont tuées et 62 blessées[2].

#### Entre 1951 et 2000
- le 10 janvier 1963 à Paris : une collision à la station terminus Porte de Versailles fait 40 blessés.
- le 30 octobre 1973 à Paris : un déraillement à Louis Blanc fait 19 blessés.
- le 28 février 1975 à Londres : un train de la Northern line ne s'arrête pas à son terminus Moorgate. Il achève sa lancée contre un mur avec ses passagers. La collision fait 43 morts (dont le conducteur du train) et 74 blessés graves. La cause de l'accident reste un mystère à ce jour ; il n'y a pas de problèmes avec le train ou les voies et le conducteur n'est pas ivre ou drogué[3].

- le 20 octobre 1975 à Mexico : une collision entre deux rames de la ligne 2 à la station Viaducto fait 31 morts et 70 blessés.

- le 25 novembre 1976 à Paris : une collision à Opéra fait 33 blessés.
- le 4 février 1977 à Chicago : un déraillement sur le Loop fait 11 morts et 180 passagers furent blessés à des degrés divers.
- le 6 février 1981 à Paris : une collision à Nation fait 1 mort (le conducteur).
- le 18 novembre 1987 à Londres : l'incendie d'un escalier mécanique à King's Cross, importante station du métro londonien, provoque la mort de 31 personnes.

- le 17 juillet 1992 à Lille : une foreuse qui travaille à la construction du quartier Euralille perce le tunnel de la ligne 1 au moment du passage d'une rame, l'accident fait 3 blessés légers.

- le 11 août 1995 à Toronto : une collision entre deux rames de métro sur la ligne Yonge-University-Spadina fait 3 morts et 30 blessés[4].
- le 18 novembre 1996 à Paris : un déraillement à Charles de Gaulle - Étoile fait 2 blessés.
- le 12 février 1998 à Bruxelles : une rame circule à faible vitesse, sans conducteur, sur la ligne 2 entre les stations Rogier et Simonis. En station Rogier, le conducteur quitte son poste de conduite pour aller refermer manuellement une porte bloquée. Ce faisant, il a oublié qu'il avait bloqué la sécurité « Homme mort » et enclenché l'accélérateur sur le premier cran de démarrage. L'incident n'a fait aucune victime [5].
- le 30 mai à 1999 à Minsk : une bousculade consécutive à un orage fit 53 morts et 100 blessés à la station Niamiha. Un orage éclata pendant qu'un concert en plein air se déroulait dans les environs. La foule fut canalisée vers un passage souterrain du métro, et un piétinement des victimes, pour la plupart des jeunes femmes, se produisit lorsqu'elles commencèrent à glisser sur le sol humide.
- le 8 mars 2000 à Tokyo : une collision entre une rame qui avait déraillé et une autre qui arrivait en sens inverse fait 5 morts et 63 blessés à la gare de Naka-Meguro sur la ligne Hibiya[6].
- le 30 août 2000 à Paris : une voiture de métro se renverse sur la ligne 12, entre les stations Saint-Georges et Notre-Dame-de-Lorette ; l'accident occasionne 24 blessés légers.

### XXIesiècle

#### Entre 2001 et 2010
- le 17 janvier 2005 à Bangkok : une rame vide revenant à son dépôt entre en collision avec une rame pleine à la station Thailand Cultural Centre. 140 personnes sont blessées, la plupart seulement légèrement. En conséquence, le réseau de métro de Bangkok est arrêté pour deux semaines.
- le 6 août 2005 à Paris : un incendie d'une rame à  Simplon provoque un important dégagement de fumée jusque dans les stations voisines de Marcadet - Poissonniers, Château-Rouge et Barbès - Rochechouart[7]. 19 personnes, dont 18 agents de la RATP, sont légèrement intoxiquées.
- le 3 juillet 2006 à Valence : une rame de métro déraille entre les stations Jesús et Plaza de España ; 43 personnes meurent et 47 sont blessées.

- le 17 octobre 2006 à Rome : deux rames entrent en collision dans la station Vittorio Emanuele de la ligne A. L'accident fait un mort et 110 blessés selon le dernier bilan.
- le 29 juillet 2007 à Paris : un incendie se déclenche dans la suspension d'une voiture de la ligne 13, entre les stations Invalides et Varenne, intoxiquant quinze personnes[8].
- le 30 juillet 2007 à Caracas : la collision de deux rames de métro à la station Plaza Sucre fait un mort et 11 blessés[9]. La cause de la collision est une défaillance du système de freins d'une des rames, ainsi qu'une défaillance du système de détection de la vitesse. C'est le premier accident que connaît le réseau du métro de Caracas depuis sa création en 1983.
- le 25 juin 2008 à Moscou : une section de rail de 1,5 m de long casse et provoque le déraillement d'une rame de métro[10]. Plusieurs centaines de passagers sont évacués à pied.
- le 22 juin 2009 à Washington : une collision entre deux rames de métro fait 9 morts et 80 blessés.

- le 18 juillet 2009 à San Francisco : une rame de métro percute une autre rame près de la station de West Portal, et fait 48 blessés, dont 4 grièvement[11]. La rame qui a percuté l'autre était de type « L-Taraval », l'autre était de type « K-Ingleside ».

#### Entre 2011 et 2020
- le 27 septembre 2011 à Shanghai : une rame de métro percute une autre rame à la suite d'une défaillance du système de signalisation[12]. L'accident fait 240 blessés légers.
- le 21 février 2012 à Paris : un métro vide de passagers de la ligne 9 déraille dans l'arrière gare du terminus Pont de Sèvres à Boulogne-Billancourt, lors d'une phase de manœuvre[13]. Aucun blessé parmi le personnel RATP.
- le 22 mars 2012 à Paris : un métro de la ligne 2 déraille en arrivant à la station Nation. Aucun blessé grave chez les passagers qui ont tous été évacués[14].
- le 28 juin 2012 à Lille : vers 15h un incendie d'origine électrique sur la ligne 1 provoque un important dégagement de fumée à la station Rihour et déclenche l'évacuation de la station et l'arrêt de la ligne entre CHR B-Calmette et Villeneuve-d'Ascq - Hôtel de Ville, le trafic reprendra progressivement dans la soirée mais ne redeviendra normal que le lendemain[15].
- le 18 juin 2013 à Toulouse : une rame automatique de la ligne A en percute une autre à la station Bagatelle à la fin d'un épisode orageux. Alors que la rame ne décélérait pas suffisamment sur une portion de voie en pente de 7%, ses automatismes ont déclenché un freinage d'urgence, engendrant un blocage des roues par insuffisance d'adhérence des pneus sur les pistes de roulement métalliques mouillées. La rame a glissé sur 170 m environ et tamponne à faible vitesse la rame précédente retenue en station. Il y a eu trois blessés légers ; toute la ligne est évacuée[16],[17]
- le 24 mars 2014 à Chicago : une rame de la Ligne bleue déraille et heurte le quai de la station O'Hare International Airport, avant de s'encastrer dans un escalator. L'accident fait 30 blessés.
- le 15 juillet 2014 à Moscou : vers 08h30, une rame déraille sur la ligne 3 entre les stations Park Pobedy et Slavianski boulvar faisant au moins 21 morts et plus de 160 blessés.

- Le 2 décembre 2016 à Paris :  vers midi, une rame MF01 de la ligne 2 déraille en entrée de la station Barbès - Rochechouart, un bogie vient heurter le quai ; les dégâts au matériel roulant et à l'infrastructure sont importants. Le trafic est perturbé entre les stations Père Lachaise et Blanche jusqu'au dimanche 4 décembre 11h40 selon la RATP. Le déraillement est causé par la chute sur la voie d'un coffre onduleur de la rame, situé sous caisse. Aucun voyageur n'est blessé dans l'accident[18].
- Le 23 octobre 2018 à Rome : l'écroulement d'un escalator de la station Repubblica fait une vingtaine de blessés, dont un grave[19].
- Le 21 décembre 2018 à Marseille : le déraillement d'une rame de métro, causé par la perte d'une pièce dans un cœur d'aiguillage, fait 15 blessés légers à la station Sainte-Marguerite - Dromel sur la ligne 2[20]. Cette pièce, un frotteur de courant négatif, a fait obstacle au passage des roues et provoqué leur montée, causant le déraillement du bogie de la voiture suivante[21].
- Le 16 janvier 2020 à Marseille : le déraillement partiel d'une rame de métro juste avant la station de métro Gèze sur la ligne 2, ne fit aucun blessé ni dégâts majeurs. Cependant, l'information est dissimulée par la RTM, qui invoquera un « incident technique[22] ».

#### Depuis 2021
- Dans la nuit du 3 au 4 mai 2021 à Mexico : un pont s’effondre au passage d'une rame du métro de Mexico près de la station Olivos, sur la ligne 12 du métro dans le sud de la ville[23].

- Le 20 juillet 2021, une inondation à Zhengzhou en Chine prend des passagers au piège dans le métro de Zhengzhou provoquant la morts de 12 personnes[réf. nécessaire].
- Le 22 avril 2023, une femme de 46 ans meurt dans le métro de Paris à la station Bel-Air, nécessitant une intervention d'un conducteur au tribunal. La dame eut son manteau coincé entre les portes du métro et la transportant, la dame finit sur les voies du métro[24].